# Abadia de Belém, Bonheiden
Abdij Bethlehem
A Abadia de Belém, na vila de Bonheiden, na Bélgica, é uma casa de freiras beneditinas da Congregação Cassina de Subiaco. O mosteiro foi construído em 1965 como uma casa redentorista, mas foi transferido para os beneditinos em 1975. 
A comunidade publicou anteriormente uma publicação que produzia traduções holandesas dos escritos de Basílio de Cesareia e Atanásio de Alexandria. 

Desde 30 de maio de 2015, os beneditinos compartilham os edifícios do mosteiro com uma comunidade leiga (a Comunidade Moriya). 